# Iobenguane

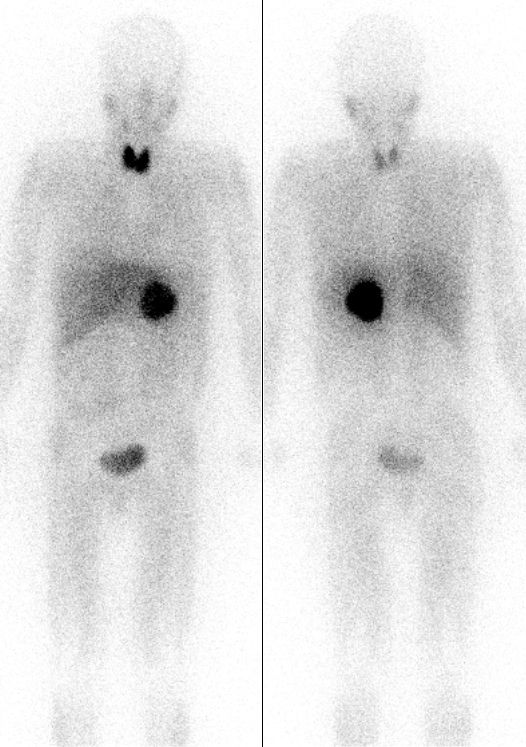
Pheochromocytoma được xem như hình cầu tối ở trung tâm của cơ thể (nó nằm ở tuyến thượng thận trái). Hình ảnh là do xạ hình MIBG, với bức xạ từ radioiodine trong MIBG. Hai hình ảnh được nhìn thấy của cùng một bệnh nhân từ trước và sau. Lưu ý hình ảnh tối của tuyến giáp do sự hấp thu không mong muốn của iodide radioiodine từ sự phá vỡ của dược phẩm, bởi tuyến giáp ở cổ. Uptake ở bên cạnh đầu là từ tuyến nước bọt. Phóng xạ cũng được nhìn thấy trong bàng quang, từ bài tiết iod thận bình thường.

Iobenguane, hay MIBG, là một chất tương tự aralkylguanidine của chất dẫn truyền thần kinh adrenergic norepinephrine và một dược phẩm phóng xạ. Nó hoạt động như một tác nhân ngăn chặn các tế bào thần kinh adrenergic. Khi được dán nhãn phóng xạ, nó có thể được sử dụng trong các kỹ thuật chẩn đoán y học hạt nhân cũng như trong các phương pháp điều trị chống ung thư thần kinh. Nó định vị vào mô adrenergic và do đó có thể được sử dụng để xác định vị trí của các khối u như pheochromocytomas và neuroblastomas. Với I-131, nó cũng có thể được sử dụng để loại bỏ các tế bào khối u chiếm và chuyển hóa norepinephrine. 
Nó định vị vào mô adrenergic và do đó có thể được sử dụng để xác định vị trí của các khối u  như pheochromocytomas và u nguyên bào thần kinh. Với I-131, nó cũng có thể được sử dụng để loại bỏ các tế bào khối u chiếm và chuyển hóa norepinephrine.

## Cách sử dụng và cơ chế
MIBG được hấp thụ và tích lũy trong các hạt của tế bào chromaffin tủy thượng thận, cũng như trong các hạt tế bào thần kinh adrenergic tiền synap. Quá trình xảy ra điều này có liên quan chặt chẽ với cơ chế được sử dụng bởi norepinephrine và công cụ vận chuyển in vivo. Chất vận chuyển norepinephrine (NET) có chức năng cung cấp sự hấp thu norepinephrine tại các đầu nối synap và tế bào chromaffin tuyến thượng thận. MIBG, bằng cách liên kết với NET, tìm thấy vai trò của nó trong hình ảnh và trị liệu.

## Chuyển hóa và bài tiết
Dưới 10% liều dùng được chuyển hóa thành axit m-iodohippuric (MIHA), và cơ chế cho cách thức chuyển hóa này được sản xuất vẫn chưa được biết.

## Thủ tục hình ảnh
MIBG được dán nhãn bằng iod 131 hoặc 123 tập trung trong các khối u nội tiết, phổ biến nhất là u nguyên bào thần kinh, paragangliomas và pheochromocytomas. Nó cũng tích lũy trong các chất vận chuyển norepinephrine trong các dây thần kinh adrenergic trong tim, phổi, tủy thượng thận, tuyến nước bọt, gan và lá lách, cũng như trong các khối u bắt nguồn từ mào thần kinh. MIBG phục vụ như một sàng lọc xạ hình toàn thân, không xâm lấn cho các khối u tuyến, soma, lành tính và ác tính có nguồn gốc từ tuyến thượng thận. Nó có thể phát hiện cả bệnh nội và ngoại tiết. Các hình ảnh rất nhạy cảm và cụ thể. Iobenguane tập trung ở các thiết bị đầu cuối của tim và các cơ quan tự trị khác. Điều này cho phép sử dụng không xâm lấn như một đầu dò in vivo để nghiên cứu các hệ thống này. Một lượng lớn hợp chất đã được sử dụng trong các thử nghiệm để điều trị chọn lọc xạ trị đối với các tế bào pheochromocytomas ác tính cũng như u nguyên bào thần kinh.

## Tác dụng phụ
Tác dụng phụ phổ biến sau khi chụp ảnh bao gồm giảm bạch cầu, giảm bạch cầu, thiếu máu, giảm tiểu cầu và mệt mỏi. Buồn nôn, nôn, tăng huyết áp và chóng mặt cũng đã được quan sát. 6,8% bệnh nhân trong một nghiên cứu đã nhận được liều điều trị của iobenguane đã phát triển bệnh bạch cầu cấp tính hoặc hội chứng myelodysplastic.

## Phòng ngừa tuyến giáp
Ức chế tuyến giáp với kali iodide (không hoạt động) được chỉ định cho xạ hình y học hạt nhân với iobenguane / mIBG. Điều này cạnh tranh ức chế sự hấp thu radioiodine, ngăn chặn mức độ phóng xạ quá mức trong tuyến giáp và giảm thiểu nguy cơ cắt bỏ tuyến giáp (trong trường hợp I-131). Nguy cơ tối thiểu của ung thư tuyến giáp cũng giảm do đó.
Liều lượng kali iodide được FDA phê chuẩn cho mục đích này như sau: trẻ sơ sinh dưới 1 tháng tuổi, 16 tuổi   mg; trẻ 1 tháng đến 3 tuổi, 32   mg; trẻ em 3 tuổi đến 18 tuổi, 65 tuổi   mg; người lớn 130   mg. Tuy nhiên, một số nguồn khuyến nghị chế độ dùng thuốc thay thế.
Không phải tất cả các nguồn đều đồng ý về thời gian cần thiết của phong tỏa tuyến giáp, mặc dù dường như đã đạt được thỏa thuận về sự cần thiết của phong tỏa đối với cả ứng dụng xạ trị và trị liệu của iobenguane. Iobenguane có bán trên thị trường được dán nhãn iod-123 và ghi nhãn sản phẩm khuyến nghị sử dụng kali iodide 1 giờ trước khi sử dụng dược phẩm phóng xạ cho tất cả các nhóm tuổi, trong khi Hiệp hội Y học hạt nhân châu Âu khuyến nghị (đối với iobenguane được dán nhãn I- 131 hoặc I-123,) rằng việc sử dụng kali iodide bắt đầu một ngày trước khi dùng dược phẩm phóng xạ và tiếp tục cho đến ngày sau khi tiêm, ngoại trừ trẻ sơ sinh, không cần dùng liều kali iodide sau khi tiêm thuốc phóng xạ.
Ghi nhãn sản phẩm để chẩn đoán iodine-131 iobenguane khuyến cáo sử dụng kali iodide một ngày trước khi tiêm và tiếp tục 5 đến 7 ngày sau đó. Iodine-131 iobenguane được sử dụng cho mục đích điều trị đòi hỏi thời gian dùng thuốc khác nhau, bắt đầu 24-48 giờ trước khi tiêm iobenguane và tiếp tục 10-15 phút sau khi tiêm.

## Phương thức hình ảnh thay thế cho pheochromocytoma
Quét PET / CT FDOPA đã được chứng minh là nhạy cảm gần như 100% để phát hiện pheochromocytomas, so với 90% đối với quét MIBG. Tuy nhiên, các trung tâm cung cấp FDOPA PET / CT rất hiếm.

## Các thử nghiệm lâm sàng

### Iobenguane I 131 cho bệnh ung thư
Iobenguane I 131, được bán trên thị trường với tên thương mại Azedra, đã có một thử nghiệm lâm sàng như là một phương pháp điều trị cho pheochromocytoma ác tính, tái phát hoặc không thể phát hiện được, và FDA đã phê duyệt vào ngày 30 tháng 7 năm 2018. Thuốc được phát triển bởi Dược phẩm Progenics.